# 바브리
바브리(Bar/Bri)는 톰슨로이터 소속의 미국의 변호사 시험준비 학원으로 미국에서 변호사가 되는 사람의 상당수가 이 학원이 제공하는 준비코스를 이수한다. 6주짜리 단기 과정이 인기가 많으며 미국 전역에 센터가 존재한다. 그 밖에도 변리사 시험과정, 로스쿨 예비과정도 제공한다.

## 역사
1967년 William A. Rutter가 시카고에 3명의 변호사와 학원을 개설하였다. 1974년 샌프란시스코의 "Bay Area Review" (BAR)와 시키고의 "Bar Review Institute" (BRI)가 하코트 브레이스 조바노비치 출판사에 의해 매수되어 합병되었다. 그 후 톰슨사가 다시 매수하였다. 현재 "톰슨 바브리"라는 로고를 사용한다.

## 과정
전미사법시험의 객관식 문제를 비디오 강의나 자체 개발 교재를 통해 학생들에게 난기적이고 심도있게 교육한다. 미국에서 80만의 학생이 바브리 과정을 거쳤다.

## 논란
미국에서 캐플란 소유의 PMBR과 함께 법률교육시장에서 독보적이다. 캐플란과 시장담합을 했다는 이유로 소송을 당하였는데 원고측에 따르면 톰슨 바브리가 로스쿨 입학시험인 LSAT시장에 참여하지 않는 대신 캐플란이 변호사 시험시장에 참여하지 않는 암묵적 거래가 있었다고 주장한다. 이는 반독점법 위반이라는 것이다.

## 같이 보기
- 미국의 로스쿨